# Antoine Merlin de Thionville
Antoine Christophe Merlin, conegut com Merlin de Thionville (Thionville (Mosel·la), 13 de setembre, 1762 - París, 14 de setembre, 1833), va ser una personalitat destacada de la Revolució Francesa.

## Biografia
A l'esclat de la revolució, els principis de la qual va retre homenatge amb entusiasme, Merlí va ser Huissier de justícia a la seva ciutat natal de Thionville i després esdevingué advocat parlamentari a Metz i el 1791 diputat pel departament del Mosel·la a l'Assemblea Legislativa, on es va quedar a l'extrema esquerra. La seva ciutat natal es va afegir més tard al seu nom per distingir-lo de l'altre revolucionari actual Merlin de Douai.
Va sol·licitar la confiscació dels béns dels emigrants i la deportació dels sacerdots que es negaren a prestar jurament (el jurament a la constitució civil del clergat). Va tenir un paper destacat en els fets del 10 d'agost de 1792. Escollit a la Convenció Nacional per la ciutat de París, es va unir al partit de Danton, també estava a l'extrema esquerra i va votar a favor de la mort del rei.
Com a representant en missió a l'exèrcit del general Custine, va mostrar una rara valentia a Magúncia el 1793, quan va ser assetjada pels prussians. Juntament amb Haussmann i Reubell, va arribar a Mainz a finals de desembre de 1792 o principis de gener de 1793 per fer complir la formació d'administracions (municipis) favorables a la revolució a les ciutats i una administració general per a tota la zona ocupada. Georg Forster, aleshores editor de "The New Mainzer Zeitung o Der Volksfreund", va informar sobre la recepció festiva dels tres comissaris allà. Com Custine, el representant en missió es va traslladar a la residència de l'arquebisbat, el Palau Electoral, on es va fundar la "Societat d'Amics de la Llibertat i la Igualtat" –el primer club jacobí d'Alemanya– el 23 d'octubre de 1792. Aquest club va ser el primer moviment democràtic d'Alemanya. El 9 de Termidor de 1794 va donar suport als atacs contra el partit de Maximilien de Robespierre i es va convertir en un dels deu comissaris de convenció quan el govern del terror va ser enderrocat. Escollit president de la Convenció, ara perseguia els jacobins com abans havia perseguit els feuillants.
Després va anar a l'Exèrcit del Rin com a ajudant del general Jean-Charles Pichegru. Va participar en el setge de Magúncia i va fer bombardejar la ciutat amb obusos durant una nit, menys per motius militars i més per diversió. Després que la fortalesa assetjada de Luxemburg capitulés el 6 de juny de 1795, en va prendre possessió en nom de la República, però va mostrar una gran clemència cap als emigrants capturats.
Escollit al Consell dels Cinc-cents el 22 d'agost de 1795, quan es va presentar la Constitució de l'any III, era un partit moderat. Després de renunciar al seu mandat com a diputat, va esdevenir administrador general de l'oficina de correus. Com que va votar en contra del consolat de tota la vida de Napoleó I, va haver de renunciar al seu càrrec i es va retirar a una finca a Picardia. Va morir el 14 de setembre de 1833 a París.

## Honors
A Thionville, es va aixecar una estàtua en una cruïlla de camins que el mostrava sostenint-se per sobre de si mateix mostra.